# Игуманија Анастасија (Поповић)
Анастасија Поповић (Ћуковине, код Коцељеве, 30. август 1946 — Манастир Врдник, 27. март 2022) била је монахиња Српске православне цркве и игуманија Манастира Врдника.

## Биографија
Игуманија Анастасија (Поповић) је рођена 30. августа 1946. године у селу Ћуковине код Коцељеве. У Манастир Боговађу код Лајковца је ступила 27. августа 1964. године, а замонашена на Ђурђевдан 6. маја 1968. године.
Благословом Његовог Преосвештенства Епископа сремског Господина Василија Вадића, малу схиму добила је 27. јуна 1990. године. За игуманију Манастира Врдника постављена је 27. јуна 1991. године где је остала 30. година.
Упокојила се у Господу 27. марта 2022. године, у Манастиру Врдник а сахрањена је 28. марта у Манастиру Врднику уз саслужње епископа сремског Василија са свештенством и монаштвом.